# Csataszög
Csataszög község az Észak-Alföldi régióban,  Jász-Nagykun-Szolnok vármegye Szolnoki járásában. 1121 hektáros kiterjedésével a megye második legkisebb közigazgatási területű települése.

## Fekvése
A vármegye középső részén, a Tisza jobb partján fekszik, Szolnoktól mintegy 20 kilométerre északkeletre.
A közvetlenül határos települések: észak felől Hunyadfalva, északkelet felől Kőtelek, kelet felől Nagykörű, dél felől a Törökszentmiklóshoz tartozó Óballa, nyugat felől pedig Besenyszög.

### Megközelítése
Csak közúton közelíthető meg, Szolnok vagy Kőtelek felől a 3224-es úton, Nagykörű felől pedig a 3223-as úton.
A közúti tömegközlekedést a Volánbusz autóbuszai biztosítják.
Vasútvonal nem vezet át a településen. A legközelebbi vasútállomás a Budapest–Záhony-vasútvonal mintegy 20 kilométerre fekvő Szolnok vasútállomása.

## Története
Először 1864-1865-ben szerepel Csataházpart, Csataszög néven, Pesty Frigyes helységnévtárában.
Az egykori Csata-ér partjára települt házcsoport lett 1910-ben Nagykörű legnépesebb külterületi lakott helye, Csataszög néven.
A második világháború idején a területen jelentős csaták folytak. A szovjet csapatok 1944. november 7-én szabadították fel a települést.
A község először 1951-ben kérvényezte az önállóvá válást, de ekkor még nem engedték leválni Nagykörűről.
1993-ban tartott népszavazáson (nagyon szoros eredmény mellett) a lakosság az elszakadás mellett döntött. 1994. december 11. óta önálló település.

### Nevének eredete
- Pesty Frigyes szerint azért hívják ezt a helyet így, mert a Rákóczi-szabadságharc idején itt nagy csata volt a kurucok és a rácok között.
- Valószínűbb, hogy az egykor itt folyó Csata-érről kapta a nevét a település.

## Közélete

### Polgármesterei
- 1994–1998: Pomázi Ferenc (független)[4]
- 1998–2002: Pomázi Ferenc (független)[5]
- 2002–2006: Pomázi Ferenc (független)[6]
- 2006–2010: Pomázi Ferenc (független)[7]
- 2010–2014: Pomázi Ferenc (független)[8]
- 2014–2016: Pomázi Ferenc (független)[9]
- 2016–2019: Oravecz Zsuzsanna Éva (Fidesz)[10][11]
- 2019–2024: Oravecz Zsuzsanna Éva (Fidesz-KDNP)[12]
- 2024– : Juhász Éva (független)[1]

A településen 2016. október 16-án időközi polgármester-választást kellett tartani, az előző polgármester néhány hónappal korábban bekövetkezett halála miatt.
Az önkormányzat címe: 5064 Csataszög, Szebb Élet utca 42., telefonszáma 56/499-593 ;e-mail címe: kocsatas@t-online.hu, hivatalos honlapja http://www.csataszog.hu.

## Népesség
A település népességének változása:
| Lakosok száma | 311  | 304  | 288  | 279  | 297  | 304  | 305  |
|               | 2013 | 2014 | 2017 | 2021 | 2022 | 2023 | 2024 |

2001-ben a település lakosságának 100%-a magyar nemzetiségűnek vallotta magát.
A 2011-es népszámlálás során a lakosok 89,5%-a magyarnak, 11,5% cigánynak, 2% németnek, 0,7% románnak mondta magát (9,2% nem nyilatkozott; a kettős identitások miatt a végösszeg nagyobb lehet 100%-nál).
2022-ben a lakosság 94,6%-a vallotta magát magyarnak, 2% cigánynak, 0,7% németnek, 0,7% románnak, 0,3-0,3% szlováknak, görögnek és szerbnek, 2% egyéb, nem hazai nemzetiségűnek (4,7% nem nyilatkozott; a kettős identitások miatt a végösszeg nagyobb lehet 100%-nál). Vallásuk szerint 33% volt római katolikus, 4% református, 1% evangélikus, 2,4% egyéb katolikus, 29% felekezeten kívüli (30,6% nem válaszolt).

## Vallás
A 2001-es népszámlálás adatai alapján a lakosság kb. 65%-a római katolikus, 3%-a református, kb. 2%-a evangélikus. Nem tartozik semmilyen egyházhoz vagy felekezethez, illetve nem válaszolt kb. 30%.
2011-ben a vallási megoszlás a következő volt: római katolikus 35,6%, református 9,2%, evangélikus 0,7%, görögkatolikus 0,3%, felekezeten kívüli 34,2% (19,7% nem nyilatkozott).

### Római katolikus egyház
Az Egri főegyházmegye (érsekség) Jász-Kun Főesperességének Jászapáti Esperesi Kerületébe tartozik. Nem rendelkezik önálló plébániával. Csataszög római katolikus vallású lakosai a nagykörűi plébániához tartoznak, mint fília.

### Református egyház
A Dunamelléki Református Egyházkerület (püspökség) Délpesti Református Egyházmegyéjébe (esperesség) tartozik. Nem önálló anyaegyházközség.

### Evangélikus egyház
Az Északi Evangélikus Egyházkerület (püspökség) Dél-Pest Megyei Egyházmegyéjébe (esperesség) tartozó Szolnoki Evangélikus Egyházközséghez tartozik, mint szórvány.

## Nevezetességei
- Ökogazdaság - cigája juh tenyészete